# Anne Frank – Zeitzeugen erinnern sich
Anne Frank – Zeitzeugen erinnern sich ist eine ursprünglich einteilige Dokumentation, die jedoch im Deutschen Fernsehen stets als Zweiteiler zu je ca. 60 Minuten gesendet wird. Der Film ist eine Co-Produktion des Anne-Frank-Hauses, der British Broadcasting Corporation (BBC), des Disney Channels und der Jon Blair Film Company. Der Film basiert auf dem Tagebuch der Anne Frank.

## Inhalt
Die Dokumentation rollt das Leben der im Holocaust umgekommenen Jüdin Anne Frank auf und lässt dabei Zeitzeugen, darunter Annes Helferin im Versteck, Miep Gies, zu Wort kommen.
Auch werden seltene Archivaufnahmen aus den Durchgangslager Westerbork und Auschwitz-Birkenau in den Film integriert.
Kenneth Branagh tritt als Erzähler auf und Glenn Close liest Auszüge aus den Tagebüchern vor. Jon Blair wählte eine Erwachsene als Leserin, da er der Ansicht war, dass Anne eine sehr „erwachsene“ Vorstellung von sich selbst hatte und daher eine Kinderstimme nicht gepasst hätte.
Blair führt auch Interviews mit Hanneli Goslar und Jaqueline van Maarsen, beide waren mit Anne Frank befreundet.

## Auszeichnungen
- 1996: Bei der Oscarverleihung 1996 wurde Anne Frank – Zeitzeugen erinnern sich mit dem Oscar in der Kategorie „Bester Dokumentarfilm“ ausgezeichnet.

- 1996: Der Film gewann den Boston Society of Film Critics Award für den besten Dokumentarfilm.